# Tobrilus scallensis
Tobrilus scallensis is een rondwormensoort uit de familie van de Tobrilidae. De wetenschappelijke naam van de soort is voor het eerst geldig gepubliceerd in 1925 door Schneider.